# 维斯特胡德圣约翰堂

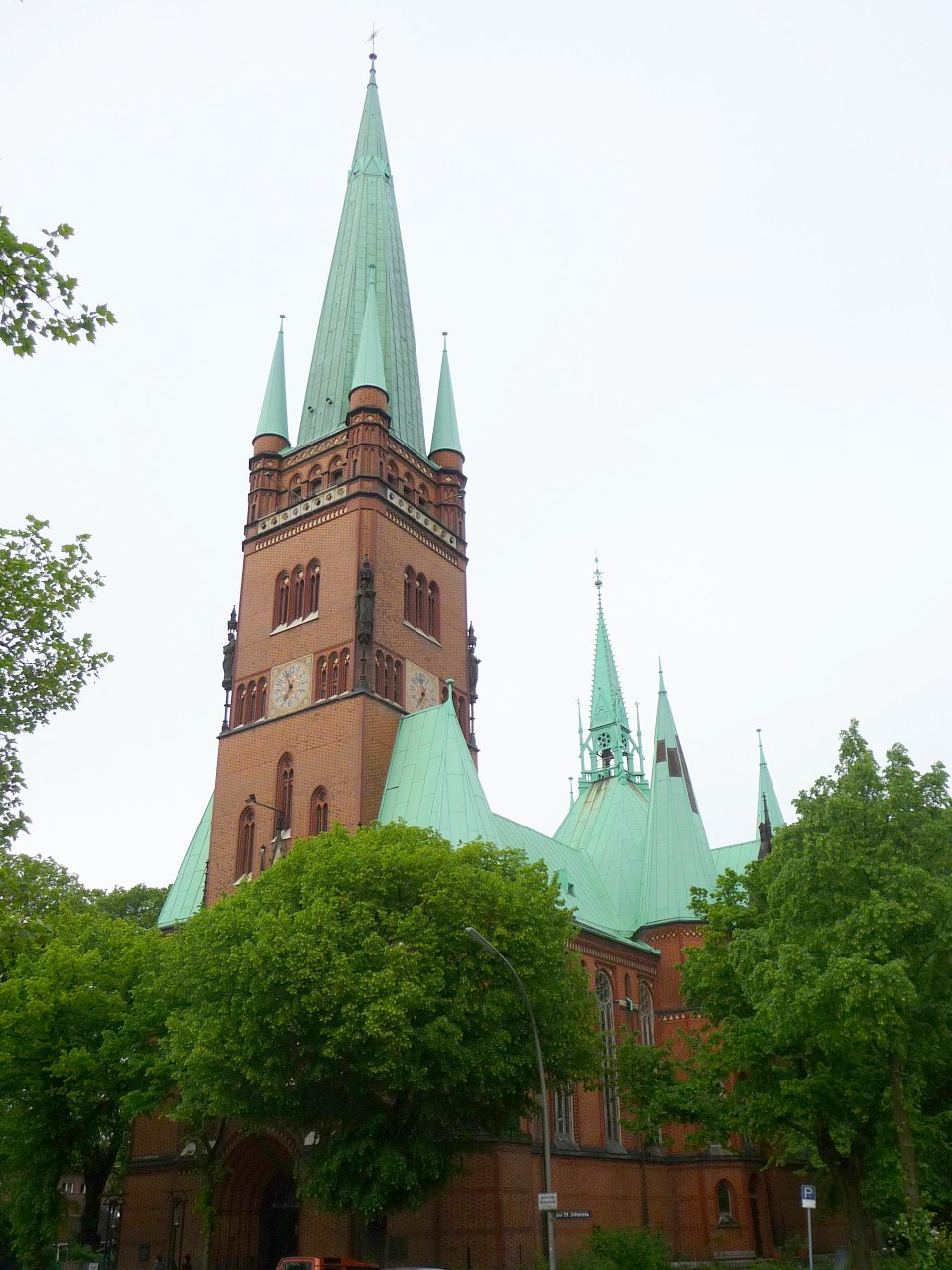

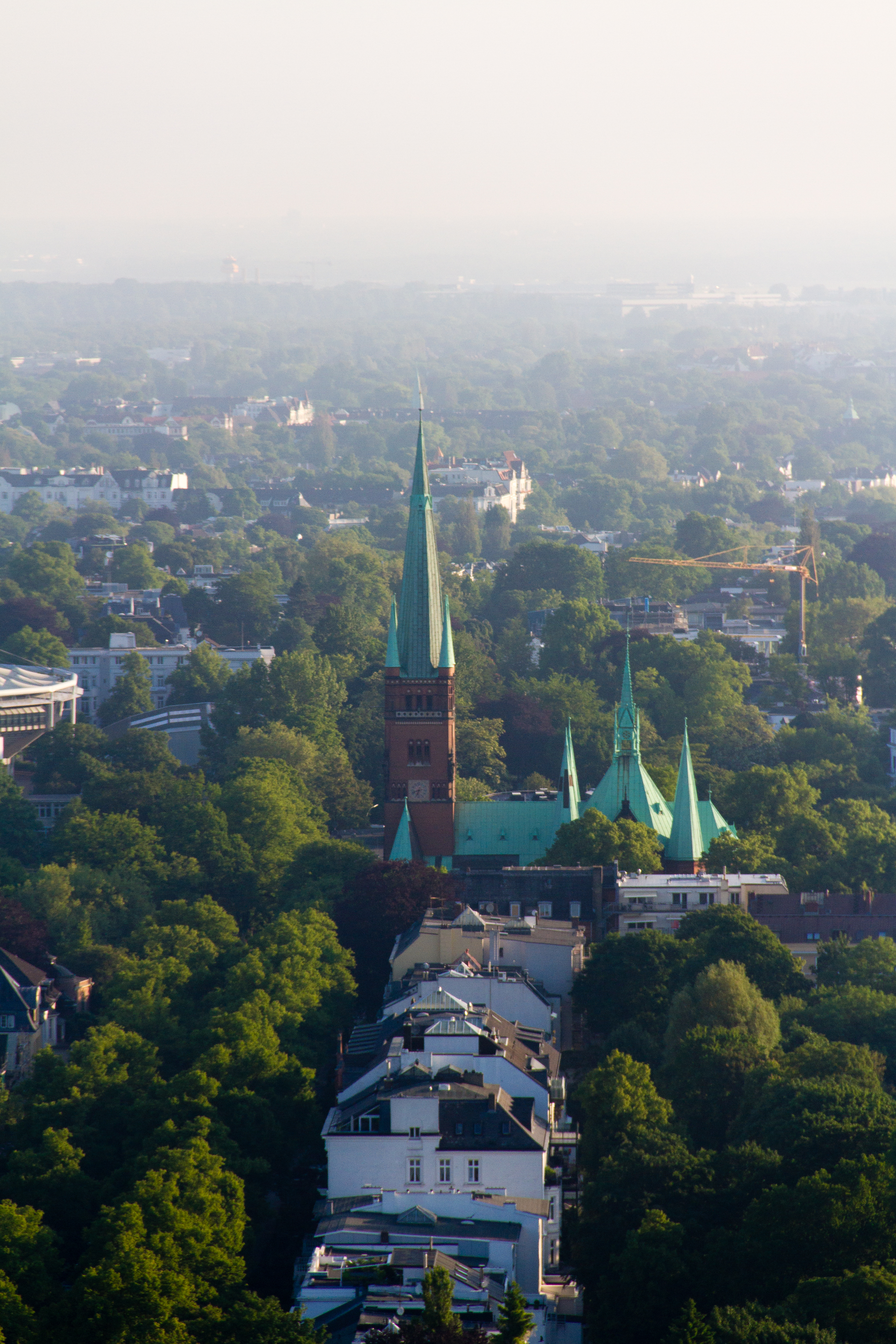

维斯特胡德圣约翰堂（St. Johannis-Harvestehude）是汉堡的一座更正教教堂，建于1880-1882年，新哥特式风格，被认为是汉堡保存最完好的世纪之交文物。该堂并不位于维斯特胡德，而是位于罗滕鲍姆区，靠近外阿爾斯特湖。

## 历史
该堂创建于1879年1月27日，约翰·格奥尔格·蒙克伯格（后来的市长）主持第一届堂区理事会，选定建筑师威廉·豪兹的设计方案。圣约翰堂建成后，其尖塔在城市的各个角落都清晰可见，尤其是在晚上。

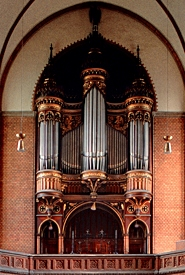